# دانیل سواروفسکی
دانیل سواروفسکی (انگلیسی: Daniel Swarovski؛ ۲۴ اکتبر ۱۸۶۲ – ۲۳ ژانویهٔ ۱۹۵۶) شیشه‌ساز و جواهرساز چکی-اتریشی بود. او بنیانگذار شرکت کریستال‌سازی سواروفسکی است.